# Andigena hypoglauca
Andigena hypoglauca sau tucanul de munte cu piept cenușiu este o specie de pasăre din familia Ramphastidae. Se găsește în Columbia, Ecuador și Peru.

## Taxonomie și sistematică
Tucanul de munte cu piept cenușiu a fost descris inițial în genul Pteroglossus. Sunt recunoscute două subspecii:
- Andigena hypoglauca hypoglauca (Gould, 1833)
- Andigena hypoglauca lateralis (Chapman, 1923)

## Comportament

### Hrană
Tucanul de munte cu piept cenușiu caută hrană din apropierea solului până în coronamentul pădurii, singur, în perechi sau în grupuri mici care pot fi familii extinse. Uneori se alătură stolurilor mixte de specii care caută hrană. Se știe că dieta sa include fructe și se presupune că include și unele vertebrate.

### Reproducere
Sezonul de reproducere al tucanului de munte cu piept cenușiu se întinde din decembrie până în februarie în Columbia și din iunie sau iulie până în noiembrie în Ecuador și Peru. Nu se știe nimic altceva despre biologia sa de reproducere.

## Status
IUCN a evaluat tucanul de munte cu piept cenușiu ca fiind aproape amenințat. Dimensiunea populației sale nu este cunoscută și se crede că este în scădere. Principala amenințare este despădurirea cauzată de extinderea agriculturii, mineritului și exploatării forestiere. Deși este prezentă în unele arii protejate și se crede că este comună la nivel local, „fragmentarea populației și înrudirea sunt posibile probleme”.

## Galerie

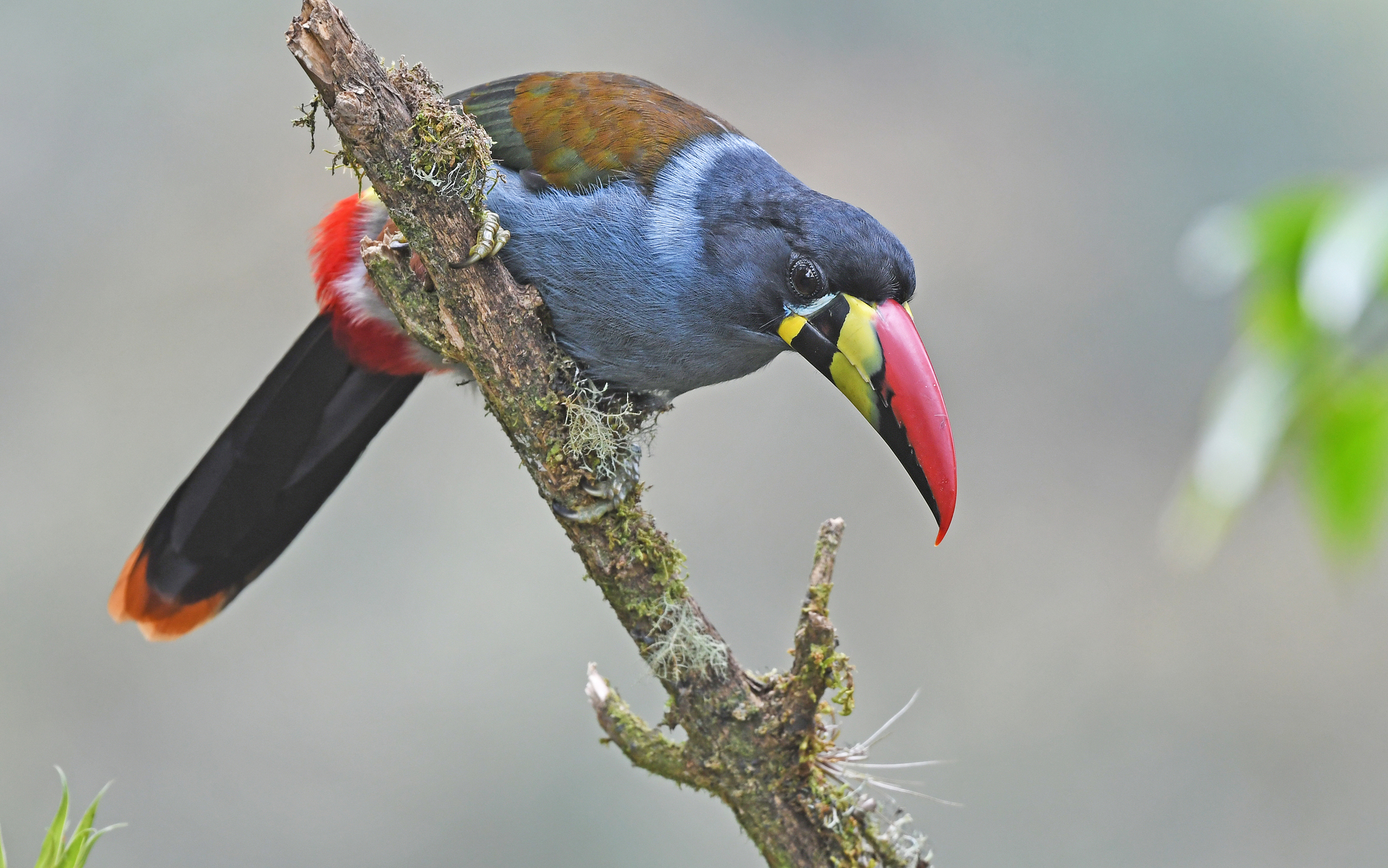
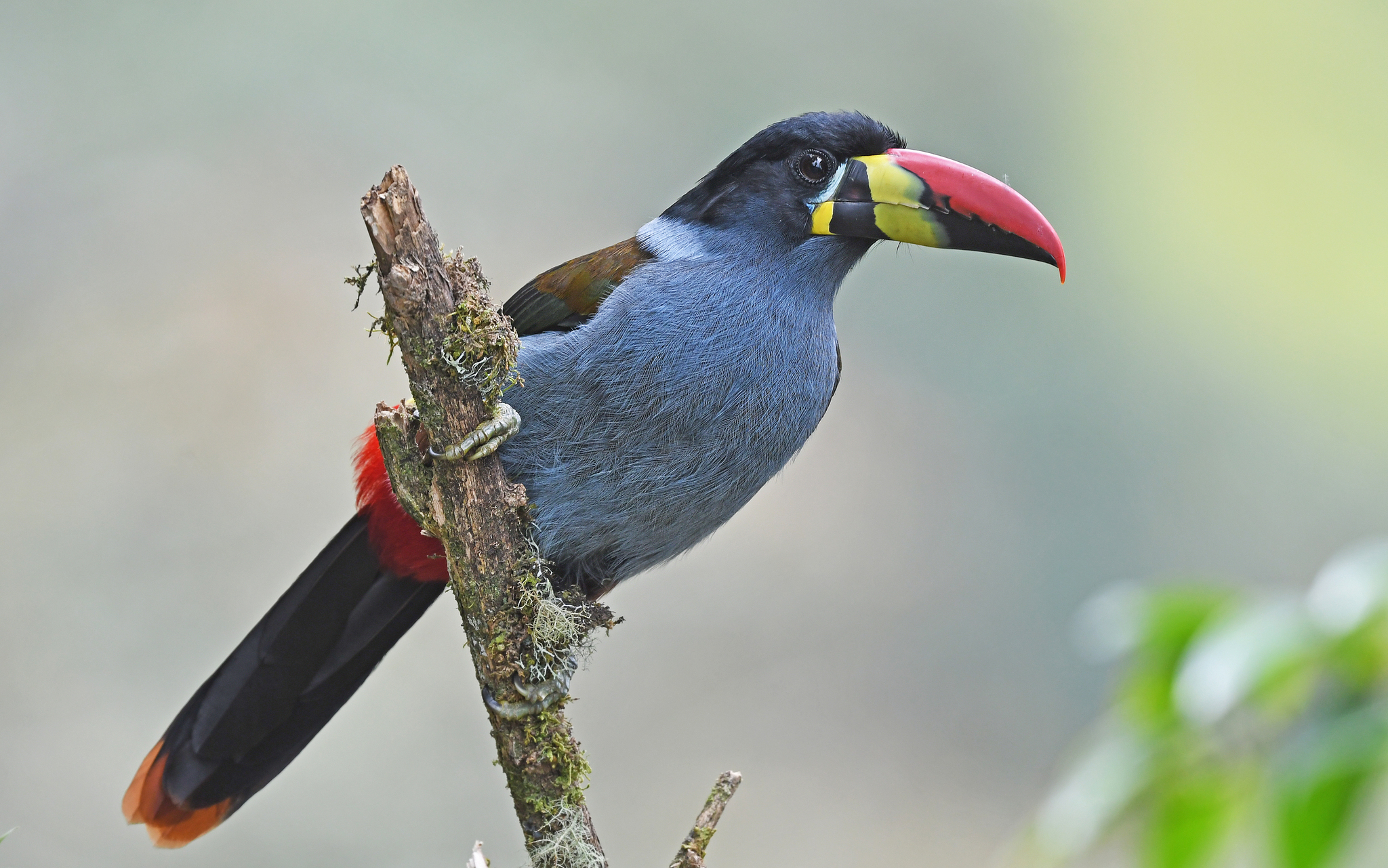
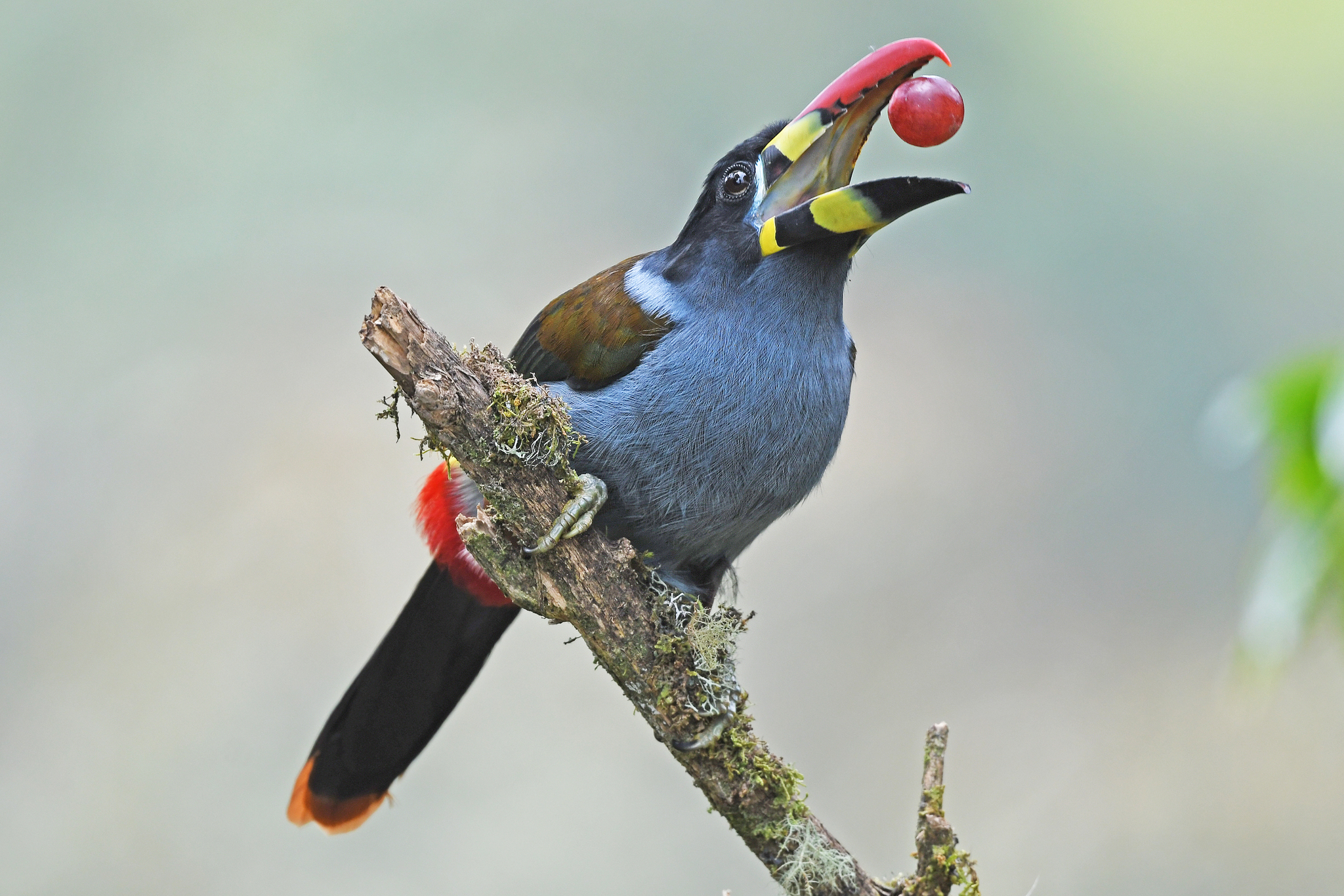